# Lista țărilor în funcție de numărul de insule
Lista țărilor în funcție de numărul de insule include, pentru fiecare țară, numărul  insulelor aflate pe teritoriul lor, menționându-se și câte dintre acestea sunt locuite.
Nu există o definiție universal acceptată a termenului de „insulă”. În general, se consideră că o insulă este o masă de uscat cu dimensiuni mai mici decât ale unui continent, complet înconjurată de apele unui ocean, mare, lac sau râu. Un grup de insule formează un arhipelag. De exemplu, Australia nu este considerată o insulă întrucât este un continent, în timp ce Groenlanda este cea mai mare insulă din lume.
Insulele sunt definite diferit de fiecare țară, în funcție de dimensiune, formă sau înălțime. De exemplu, în engleză, o insulă mai mică poate fi denumită islet („insuliță”), skerry, cay sau eyot, ceea ce duce la confuzie cu privire la clasificarea ca insulă în anumite circumstanțe. Unele insule, insulițe sau stânci sunt complet acoperite de apă în perioada fluxului și, prin urmare, acestea pot să fie omise de unele țări, în timp ce altele le iau în considerare. Prin urmare, valorile prezentate sunt aproximative și pot varia în funcție de surse. Criteriile de includere diferă considerabil între țări, așa că valorile nu sunt direct comparabile. 
Sortarea este în ordine alfabetică, în funcție de numele prescurtat al statelor/teritoriilor.
Cuprins: Început - 0–9 A B C D E F G H I J K L M N O P Q R S T U V W X Y Z

| Țară/teritoriu                   | Număr de insule | Numărul insulelor locuite | Observații | Observații | Note                                      |
|                                  |                 |                           | | |                                           |
| -------------------------------- | --------------- | ------------------------- | --- | --- | ----------------------------------------- |
| Algeria                          | 240             |                           | 32 de insule și 208 insulițe, numai insule/insulițe de coastă | Cele mai mari insule sunt Habibas (0,4 km²), El Aouana (0,03 km²), Limacos (0,66 km²), Mansourieh (0,06 km²) | [ 1 ] [ 2 ]                               |
| Antigua și Barbuda               | 54              | 2                         | Trei insule mari, Antigua, Barbuda și Redonda și 51 de dimensiuni mici | Parte a Antilelor Mici, principalele insule sunt Antigua (281 km²), Blake, Cinnamon, Five Islands, Hawksbill Rock, Johnson, Maiden, Moor Rock, Mouse, Neck of Land, Sandy, Smith, The Sisters, Vernon's, Wicked Will, Prickly Pear, Great Bird, Galley Island Major, Galley Island Minor, Jenny, Exchange, Rabbit, Lobster, Long, Rat, Little Bird, Hell's Gate, Monocle Point, Red Head, Guiana, Crump, Nanny, Laviscounts, Bird, Round, Hawes, Little, Green, Pelican, York, Codrington, Barbuda (161 km²), Goat, Kid, Man of War, Redonda (1,5 km²) | [ 3 ] [ 4 ] [ 5 ]                         |
| Australia                        | 8.222           | 19                        | Dintre cele 8.222 insule, 334 se găsesc în Tasmania | Cele mai mari insule, cu o suprafață de peste 1.000 km² sunt Tasmania (68.332 km²), Melville (5.786 km²), Kangaroo (4.405 km²), Groote Eylandt (2.326,1 km²), Bathurst (2.600 km²), K'gari (1.655 km²), cea mai mare insulă de nisip din lume), Flinders (1.367 km²), King (1.098 km²) și Mornington (1.018 km²). Teritoriile externe includ Insula Crăciunului, insulele Ashmore și Cartier, Cocos, Norfolk, Insulele Mării de Coral, Insula Heard și Insulele McDonald, precum și insulele din Zona Antarctică Australiană | [ 6 ] [ 7 ]                               |
| Azerbaidjan                      | 16              | 1                         | 14 insule formează Arhipelagul Baku din Marea Caspică | Cele mai mari insule din Arhipelagul Baku sunt Böyük Zirə (1,5 km²), Qum (1,5 km²), Daș Zirə (0,3 km²) și Tava. Alte insule sunt Səngi Muğan, Zənbil, Çigil, Qara Su, Xǝrǝ Zirǝ, Qutan, Baburi, Dașlı Ada, Gil, Kür dili, Kür dașı, Çilov, Pirallahı. Există și 2 insule artificiale, Xəzər adaları și Neft Dașları (cea mai veche platformă petrolieră offshore din lume) | [ 8 ] [ 9 ]                               |
| Bangladesh                       | 700-1.000       | 23                        | Insulele sunt situate în Golful Bengal | Cele mai mari insule sunt Bhola (1.295 km²), Sandwip (762,42 km²), Hatiya (480 km²), Manpura (373 km²), Moheshkhali (362,18 km², singura acoperită de păduri și singura din Bangladesh cu un port maritim de adâncime), Urir (105,23 km²), Dublar (66,5 km²), Nijhum Dwip (38,65 km²) și Sonadia (9 km²) | [ 10 ] [ 11 ]                             |
| Barbados                         | 4               | 1                         | Două insule sunt situate Marea Caraibelor | Insula Culpeppern (0,001 km²) este situată la doar 30 m de coasta de est a insulei Barbados. Celelalte două insule sunt situate în apele interioare. O insulă istorică, Insula Pelican, nu mai există, fiind acoperită de ape | [ 12 ] [ 13 ]                             |
| Bulgaria                         | 117             |                           | Cinci insule sunt situate în Marea Neagră, celelalte sunt situate pe fluviul Dunărea | Cele cinci insule din Marea Neagră sunt Sveti Ivan (0,66 km²), Sveti Kirik (0,08 km²), Sveti Petar (0,025 km²), Sveti Toma (0,012 km²), Sv. Anastasiya (0,01 km²). Dintre insulele de pe Dunăre, cele mai mari sunt Belene (41,08 km²), Kozlodui (6,1 km²) și Vardim (0,99 km²) | [ 14 ] [ 15 ]                             |
| Cambodgia                        | 71              | 9                         | Insulele sunt situate în Golful Thailandei | Cea mai mare insulă este Koh Kong (100 km²). Alte insule importante sunt Koh Rong (78 km²), Koh Thmei (40 km²), Koh Tang (5,9 km²), Koh Pou (0,32 km²) și Koh Veal (0,05 km²) | [ 16 ]                                    |
| Canada                           | 52.455          | 260                       | Canada are numeroase insule mari locuite, inclusiv Insula Prințului Edward, Vancouver, Montreal și Manitoulin. | Insulele sunt situate în Oceanul Arctic (Insulele Regina Elisabeta (419.061 km²) cu arhipelagurile Sverdrup, Parry, Insulele Belcher și alte peste 34.000 de insule, toate din Arhipelagul Arctic Canadian) și Oceanul Atlantic (în Newfoundland și Labrador, Nova Scotia, New Brunswick). Canada deține trei dintre cele mai mari zece insule ale lumii: Baffin (507.451 km²), Victoria (217.291 km²) și Ellesmere (196.236 km²). Există numeroase insule în apele interioare, în Quebec, Ontario, Manitoba, Saskatchewan, Alberta și British Columbia. Insula Manitoulin (2.765 km²), de pe lacul Huron, este cea mai mare insulă de lac din lume | [ 17 ]                                    |
| Capul Verde                      | 12              | 9                         | Insulele fac parte din Macaronesia, în Oceanul Atlantic | Insulele sunt grupate în două arhipelaguri, Barlavento și Sotavento. Primul include 8 insule din care 5 sunt locuite, cea mai mare fiind Santo Antão (785 km²), iar al doilea include 5 insule, dintre care 4 sunt locuite, cea mai mare fiind Santiago (991 km²) | [ 18 ] [ 19 ]                             |
| Chile                            | 43.471          | 2.324                     | 3.739 insule au peste 9.000 m², iar 2.180 au peste 3.000 m² | Cele mai mari arhipelaguri sunt Tierra del Fuego, Chiloé, Wellington, Riesco, Hoste, Santa Inés, Navarino și Magdalena, toate situate în Oceanul Pacific. Cea mai mare insulă este Isla Grande de Tierra del Fuego (47.992 km²). Mai mult de 11 mii de insule încă nu au nume | [ 20 ] [ 21 ]                             |
| China                            | 6.961           | 433                       | Nu sunt incluse insulele aflate în administrarea Taiwan, Hong Kong și Macao. China pretinde suveranitatea asupra mai multor insule din Marea Chinei de Sud, aflându-se în dispută cu Taiwan, Filipine, Vietnam, Brunei, India, Indonezia și Malaysia | Insulele sunt situate în Marea Chinei de Est (60%), Marea Chinei de Sud (30%), mările Bó Hǎi și Hwang Hǎi (10%). Cea mai mare insulă este Hainan (34.380 km²), iar cel mai mare arhipelag este Zhoushan, care conține peste 600 de insule. China a construit 7 insule artificiale în Marea Chinei de Sud, în Insulele Spratly. China are și insule pe apele interioare, precum Junshan (0,96 km²) de pe lacul Dongting și Júzi (0,37 km²) de pe fluviul Xiang | [ 22 ] [ 23 ]                             |
| Coreea de Sud                    | 3.358           | 2.876                     | Cele mai multe insule sunt situate în Marea Chinei de Sud și Marea Japoniei, toate fiind disputate cu Coreea de Nord. Există și insule situate pe apele interioare | Cele mai mari insule sunt Jeju (1.845 km²), Geoje (383,44 km²) și Jin (363,16 km²). Alte insule sunt Anma, Anmyeon, Ganghwa, Baekryeong, Cheongsan, Daebu, Daecheong, Deokjeok, Jebu, Mara, Modo, Namhae, Pung, Sido Socheong, Wando, Yeongheung și Yeonpyeong în Marea Chinei de Sud și Jukdo, Ulleung și Yeong în Marea Japoniei. Insula Dok este revendicată de Japonia. Câteva insule se găsesc pe fluviul Han, precum Yeoui, Bam, Seonyu, Nodeul și Sebit, ultimele două fiind artificiale | [ 24 ] [ 25 ]                             |
| Croația                          | 1.185           | 48                        | 1.185 de insule, stânci și recife, respectiv 48 de insule locuite (naseljeni otoci), 670 de insule nelocuite (otoci), 389 de stânci (hridi) și 78 de recife (grebeni) | Insulele sunt situate în Marea Adriatică, cele mai mari fiind Cres (405,7 km²), Krk (405,22 km²), Brač (395,44 km²), Hvar (297,38 km²) și Pag (284,18 km²), toate locuite. Insulele cu cea mai lungă coastă sunt Pag (269,2 km) și Hvar (254,2 km) | [ 26 ] [ 27 ]                             |
| Cuba                             | 4.195           | 8                         | 4.195 de insule și recife înconjoară insula principală, dintre care multe alcătuiesc arhipelaguri | Insulele și recifele (cayo) sunt situate în Oceanul Atlantic și Marea Caraibelor, cele mai mari fiind Isla de la Juventud (2.200 km²) și Cayo Romano (777 km²) | [ 28 ] [ 29 ]                             |
| Danemarca                        | 1.400           | 70                        | Există aproximativ 1.400 de insule, 409 dintre acestea fiind numite, fără a include Insulele Feroe și Groenlanda, iar 70 dintre ele fiind locuite. Numărul insulelor variază în timp, multe fiind formate din nisip și apărând sau dispărând în funcție de condițiile locale | Majoritatea insulelor sunt situate în Marea Nordului și Marea Baltică. Cele mai mari insule sunt Sjælland (7.031,3 km²), Nørrejyske Ø (4.685 km²), Fyn (2.984,56 km²), Lolland (1.243 km²) și Bornholm (588,36 km²). Există și insuke artificiale precum Peberholm, Middelgrundsfortet, Trekroner Fort și Flakfortet, cele din urmă fiind fortărețe maritime | [ 30 ] [ 31 ]                             |
| Dominica                         | 3               | 1                         | Dominica, țara insulară cu o suprafață totală de 745,96 km², include pe lângă insula principală, două insule mici, aflate în largul țărmului | Insulele sunt situate în Marea Caraibelor, nu sunt locuite și se numesc Petit L'Ilet (0,0013 km²) și Gros L'Ilet (0,007 km²). Isla de Aves este o insulă disputată cu Venezuela, Statele Unite, Regatul Unit și Țările de Jos | [ 32 ] [ 33 ]                             |
| Estonia                          | 2.450           | 22                        | Majoritatea insulelor sunt situate în Marea Baltică, dar există și insule pe apele interioare, precum Piirissaar de pe Lacul Peipus, Tondisaar de pe lacul Võrtsjärv și Kreenholm de pe râul Narva | Cele mai mari insule sunt Saaremaa (2.673 km²), Hiiumaa (989 km²) și Muhumaa (198 km²), toate locuite, singurele cu o suprafață de peste 100 km² fiecare. Dintre cele 133 de insule de pe apele interioare, cea mai mare este Piirissaar (7,5 km²) de pe Lacul Peipus, cel mai mare lac transfrontalier din Europa, situat la granița cu Rusia | [ 34 ] [ 35 ]                             |
| Fiji                             | 830+            | 110                       | Fiji este un arhipelag împărțit în 9 grupuri de insule: Viti Levu, Mamanuca, Yasawa, Lomaiviti, Lau, Vanua Levu, Taveuni, Kadavu și Rotuma | Majoritatea insulelor sunt de origine vulcanică, peste 500 fiind doar simple stânci. Cele mai mari insule sunt Viti Levu (10.388 km²), Vanua Levu (5.587,1 km²), Taveuni (434 km²) și Kadavu (411 km²) | [ 36 ] [ 37 ]                             |
| Filipine                         | 7.641           | 2.000                     | Arhipelagul filipinez este împărțit în trei grupuri majore de insule, numite după insulele lor principale: Luzon, Visayas și Mindanao. Mii de insule mici sunt încă nenumite | Cele mai mari insule sunt Luzon (109.965 km², a patra cea mai populată insulă din lume în 2021), Mindanao (97.530 km²), Samar (13.429 km²), Negros (13.310 km²), Palawan (12.189 km²), Panay (12.011 km²), Mindoro (10.572 km²), singurele cu o suprafață de peste 10.000 km². Filipine a emis pretenții teritoriale care includ Insulele Spratly (disputate cu Vietnam, China, Taiwan și Malaysia), porțiuni din Borneo (Borneo de Nord, disputat cu Malaysia) și Scarborough Shoal (disputat cu China și Taiwan) | [ 38 ] [ 39 ]                             |
| Finlanda                         | 178.947         | 780                       | Insulele sunt situate în Marea Baltică și pe apele interioare, 789 având o suprafață mai mare de 1 km², majoritatea fiind locuite, iar alte 75.818 având peste 0,5 km². Dintre insulele locuite, 549 nu au o conexiune rutieră cu zona continentală | Cele mai mari insule din Marea Baltică sunt Manner-Ahvenanmaa (685 km²), Kemiönsaari (524 km²), Hailuoto (195 km²), Raippaluoto (160 km²) și Otava (105 km²), singurele cu o suprafață de peste 100 km². Pe apele interioare, singurele insule cu o suprafață de peste 1.000 km² sunt Soisalo (1.638 km²), o zonă de teren înconjurată de lacurile Kallavesi, Unnukka, Suvasvesi și Kermajärvi, a doua cea mai mare insulă de lac din lume și Kerimäensaari/Sääminginsalo (1.069 km²), a treia cea mai mare insulă de lac din lume, înconjurată de lacul Saimaa și de canalul Raikuun kanava. Lacul Suur-Saimaa, cel mai mare din Finlanda, este lacul cu cele mai multe insule din lume: 17.216 | [ 40 ]                                    |
| Franța                           | 1.900+          | 109                       | Insulele franceze sunt răspândite atât în Franța metropolitană, cât și în teritoriile franceze de peste mări | Cele mai mari insule sunt Grande Terre (Noua Caledonie, 16.372 km²) din Oceanul Pacific, Corsica (8.680 km²) din Marea Mediterană, Grande Terre (Insulele Kerguelen, (6.675 km²)) și Réunion (2.512 km²) din Oceanul Indian, Lifou (Noua Caledonie, (1.146 km²)) din Oceanul Pacific, Martinica (1.128 km²) din Marea Caraibelor și Tahiti (Polinezia franceză, (1.036 km²)) din Pacificul de Sud. Printre insulele de pe apele interioare metropolitane se numără Île de la Cité (0,225 km²), Grande Île de Strasbourg (1,83 km²), Île-Saint-Denis (1,77 km²) și Île Saint-Louis (0,11 km²). Printre teritoriile franceze de peste mări se numără Mayotte (374 km²), Réunion (2.511 km²), Îles Éparses (118,4 km²), Insulele Crozet (352 km²), Insulele Kerguelen (7.215 km²), insulele Saint Paul (8,3 km²) și Amsterdam (56,6 km²), Guadeloupe (1.628 km²), Martinica (1.128 km²), Saint Barthélemy (25 km²), Saint-Martin (53,2 km²), Saint Pierre și Miquelon (242 km²), Clipperton (8,9 km²), Polinezia franceză (4.167 km²), Noua Caledonie (18.275 km²), Wallis și Futuna (142,42 km²), Guiana franceză (83.534 km²) și insulele din Zona Antarctică Franceză (432.000 km²)                                                               | [ 41 ] [ 42 ]                             |
| Grecia                           | 6.000           | 227                       | În funcție de criteriile de selecție, numărul insulelor variază de la 1.200 la 6.000, iar numărul insulelor locuite variază de la 166 la 227 | Insulele sunt situate în Marea Egee, Marea Libiei, Marea Ionică și estul Mării Mediterane, cele mai mari fiind Creta (8.450 km²), Evia (3.684 km²), Lesbos (1.633 km²), Rodos (1.400,68 km²) și Chios (842,3 km²). Printre insulele de pe apele interioare se numără Agios Achilleios de pe lacul Mikri Prespa și Ioannina (0,675 km²) de pe lacul Pamvotida, dar și Aitoliko din laguna omonimă, singurele locuite. Există și o insulă pe o insulă: Marathi, pe lacul omonim de pe insula Mykonos (85,5 km²) | [ 43 ] [ 44 ]                             |
| Hong Kong (China)                | 263             | 15                        | 263 de insule cu o suprafață mai mare de 500 m², cele mai multe fiind locuite | Cele mai mari insule sunt Hong Kong (78,64 km²), Chek Lap Kok (21,08 km²), Lamma (13,85 km²), Tsing Yi (10,69 km²), Kau Sai Chau (6,7 km²), Po Toi (3,69 km²). Ap Lei Chau (1,3 km²) era în 2021 cea mai populată insulă cu o suprafață de peste 1 km² din lume (61.328 loc/km²) | [ 45 ]                                    |
| India                            | 1.382           | 47                        | Majoritatea insulelor sunt situate în Golful Bengal, Marea Arabiei și Marea Andaman. Insulele Andaman și Nicobar cuprind 572 de insule, dintre care 37 sunt locuite. Arhipelagul Lakshadweep cuprinde 36 de insule de dimensiuni reduse, dintre care 10 sunt locuite | Cele mai importante arhipelaguri sunt Andaman (Great Andaman, Middle Andaman, Baratang, South Andaman, Rutland, Little Andaman etc.) și Nicobar (Great Nicobar, Car Nicobar, Battimalv, Chowra, Chaura etc.), ambele situate în Golful Bengal și Lakshadweep (Aminidivi, Laccadive, Minicoy) în Marea Arabiei. Cea mai mare insulă este Middle Andaman (1.536 km²). Există și insule pe apele interioare, precum Bhavani de pe râul Krishna, Parumala de pe râul Pamba și Srirangam dintre râurile Kaveri și Kollidam. Pe fluviul Brahmaputra se găsesc insula Majuli (352 km²), cea mai mare insulă fluvială din lume și insula Umananda (0,016 km²), cea mai mică insulă locuită din lume | [ 46 ] [ 47 ] [ 48 ] [ 49 ] [ 50 ] [ 51 ] |
| Indonezia                        | 17.508          | 6.000                     | Indonezia (1.916.907 km²) este cel mai mare stat insular din lume. Include 7 insule majore și aproximativ 30 de grupuri mai mici, aproximativ 6.000 sunt locuite. | Arhipelagurile majore sunt Sunda și Maluku. Cele mai mari insule sunt Noua Guinee (785.753 km², a doua din lume ca mărime), Borneo (748.168 km²), Sumatra (473.481 km²), Sulawesi (180.681 km²) și Java (138.794 km²), singurele cu o suprafață de peste 100.000 km². Cele mai populate insule sunt Bangka (960.692 locuitori în 2010), Nias (788.132 locuitori în 2014) și Sumba (685.186 locuitori în 2010) | [ 52 ] [ 53 ]                             |
| Insulele Marshall                | 1.200           | 24                        | 29 de atoli și 5 insule coralifere izolate, grupate în două lanțuri de insule, Ralik și Ratak. 24 de insule sunt locuite. Nicio parte a vreunei insule nu se ridică mai mult de 10 metri deasupra nivelului mării | Cele mai mari zone insulare sunt atolii Kwajalein (16 km²), Mili (16 km²), Ailinglaplap (15 km²), Arno (13 km²), Jaluit (11 km²) și Likiep (10 km²). Dintre zonele insulare nelocuite, cea mai mare este atolul Bikini (6 km²). Insula Wake (6,5 km²) este disputată cu Statele Unite ale Americii, care o administrează | [ 54 ] [ 55 ]                             |
| Islanda                          | 2.700           | 4                         | 14 insule au o suprafață de peste 1 km². Pe lângă acestea, există mii de insule de dimensiuni mai mici, în special în zona Breiðafjörður. Numărul și dimensiunile insulelor sunt în continuă schimbare, pe de o parte datorită activității vulcanice din regiune, iar pe de altă parte din cauza eroziunii produse de condițiile atmosferice și mareele de până la 6 metri înălțime | Pe lângă insula principală (103.125 km²), cele mai mari insule sunt Heimaey (13,4 km²), Hrísey (8 km²), Hjörsey (5,5 km²), Grímsey (5,3 km²), Brokey (3,7 km²), Flatey (2,8 km²), Málmey (2,4 km²) și Papey (2 km²), singurele cu o suprafață mai mare de 2 km². În trecut, Islanda a disputat suveranitatea asupra insulei Jan Mayen cu Norvegia și asupra insulei Groenlanda cu Norvegia și Danemarca. Cel mai nordic punct al Islandei, fosta insulă Kolbeinsey, a dispărut aproape în totalitate, doar două stânci rămânând vizibile la reflux | [ 56 ] [ 57 ] [ 58 ]                      |
| Italia                           | 450             | 77                        | Majoritatea insulelor sunt situate în Marea Mediterană. 100 de insule sunt situate în lacuri sau lagune | Cele mai mari insule sunt Sicilia (25.832 km²) și Sardinia (24.090 km²). Alte insule importante sunt Elba (224 km²), Ischia (47 km²), Lampedusa (20,2 km²), Capri (10,4 km²). Există și insule pe apele interioare, precum Comacina de pe lacul Como, del Garda de pe lacul omonim, Borromee de pe lacul Maggiore și Tiberina de pe râul Tibru | [ 59 ] [ 60 ]                             |
| Japonia                          | 120.729         | 430                       | 14.125 de insule cu o circumferință de cel puțin 0,1 km. Majoritatea insulelor sunt situate în Marea Japoniei și Oceanul Pacific | Cele mai mari insule sunt Honshu (227.960 km²), Hokkaido (83.454 km²), Kyushu (36.782 km²), Shikoku (18.801 km²) și Okinawa (1.199 km²), singurele cu o suprafață de peste 1.000 km². Există și insule pe apele interioare, precum Daikon de pe lacul Sakumia, Bentejima de pe lacul Tōya și Bentenjima de pe lacul Hamana | [ 61 ] [ 62 ] [ 63 ]                      |
| Kiribati                         | 33              | 21                        | Statul insular cuprinde 32 de atoli și 1 insulă de calcar, formând 3 grupuri: Gilbert, Phoenix și Line. 21 de insule sunt locuite | Cel mai mari insule sunt Tabiteuea (40,33 km²) și Tarawa (31,02 km²) din Insulele Gilbert, Canton (9,2 km²) și Enderbury (4,8 km²) în Insulele Phoenix, Kiritimati (312,38 km²) și Malden (39 km²) în Insulele Line | [ 64 ]                                    |
| Liban                            | 12              | 3                         | 12 insule, toate cu o suprafață de sub 1 km², dintre care 11 se află în largul coastei Tripoli și 1 în largul coastei Sidon | Cele mai mari insule sunt Palm (0,181 km²), Sanani (0,046 km²) și Ramkeen (0,035 km²), care a fost în trecut locuită. Partea sudică a orașului Tir a fost o insulă până la Asediul Tirului din 332 î.Hr., când insula atacată a fost conectată cu zona continentală de către forțele lui Alexandru cel Mare | [ 65 ] [ 66 ]                             |
| Macedonia de Nord                | 30              | 0                         | 13 insule au o suprafață de peste 0,01 km², 10 fiind situate pe râul Vardar | Deoarece țara este fără ieșire la mare, toate insulele sunt situate pe lacuri sau râuri. Cea mai mare insulă este Golem Grad din Lacul Prespa, cu o suprafață de 0,23 km², singura insulă din Macedonia de Nord situată într-un lac natural, restul fiind naturale, dar situate în lacuri artificiale, cea mai mare fiind Gradište din lacul de acumulare Tikvesh | [ 67 ]                                    |
| Malaysia                         | 879             |                           | În afară de cele 879 de insule recunoscute, Malaysia are, de asemenea, 510 insulițe, stânci și bancuri de nisip. În 2015, s-a raportat că în apele teritoriale ale Malaysiei se găsesc 535 de insule nenumite, ceea ce a determinat necesitatea ca guvernul să ia măsuri rapide pentru a împiedica țările vecine să ocupe aceste insule                                             | Insulele principale sunt Borneo (748.168 km², a treia cea mai mare insulă din lume), care este împărțită cu Brunei și Indonezia, Banggi (440,7 km²), Bruit (417 km²), Langkawi (320 km²), Penang (295 km²) și Sebatik (452,2 km²), care este împărțită cu Indonezia, singurele cu o suprafață de peste 200 km². Există și insule artificiale, precum Andaman, Gazumbo și Silicon. Insulele Spratly sunt disputate cu China, Filipine, Taiwan, Vietnam și Brunei. Numeroase zone insulare, unele cuprinzând mai multe insule, constituie arii naturale protejate | [ 68 ] [ 69 ]                             |
| Maldive                          | 1.192           | 187                       | Statul insular cuprinde 1.192 insule răspândite în 10 atoluri, dintre care 187 sunt locuite | Cele mai mari insule sunt Gan-Maandhoo (7,3 km²), Hithadhoo (5,4 km²), Fuvahmulah (4,94 km²), Hulhumalé (4 km²), Hulhumeedhoo (3,9 km²) și Isdhoo-Kalaidhoo (3,6 km²). Cea mai populată insulă este Malé (137.433 locuitori în 2022), care concentrează aproximativ o treime din populația țării | [ 70 ]                                    |
| Malta                            | 21              | 3                         | 3 insule locuite (Malta, Gozo și Comino), 3 insulițe și 15 stânci | Cele mai mari insule, exceptând insula principală (246 km²), sunt Gozo (67,1 km²) și Comino (2,8 km²) | [ 71 ]                                    |
| Mexic                            | 1.365           | 131                       | Insulele sunt situate în Oceanul Pacific, Golful California și Golful Mexic | Cele mai mari insule sunt Ángel de la Guarda (931 km²) din Golful California, Cozumel din Golful Mexic, Cedros (348,3 km²), Santa Margarita (314 km²) și Guadalupe (244 km²) din Oceanul Pacific. Printre insulele de pe apele interioare se numără Isla de los Alacranes de pe lacul Chapala, Janitzio de pe lacul Pátzcuaro și Xaltocan de pe lacul Texcoco | [ 72 ]                                    |
| Statele Federate ale Microneziei | 607             | 65                        | Statul insular include Insulele Caroline, arhipelag format din peste 500 de insule coralifere | Insulele sunt situate în Oceanul Pacific. Există 4 grupuri de insule, Yap, Hall, Nomoi și Senyavin, fiecare incluzând atoli și insule separate. Cea mai mare insulă este Pohnpei (334 km²) | [ 73 ] [ 74 ]                             |
| Nauru                            | 1               | 1                         | Statul insular ocupă o singură insulă, Nauru | Nauru este cea mai mică țară insulară din lume, având o suprafață de doar 21 km², cea mai mică republică independentă și singurul stat din lume fără o capitală desemnată oficial | [ 75 ]                                    |
| Regatul Norvegiei                | 239.057         | 60+                       | Există un total de 320.249 de insule, insulițe sau stânci de-a lungul coastei Norvegiei. Conform Kartverket (Autoritatea de cartografiere norvegiană), doar 239.057 dintre acestea au o suprafață mai mare de 10 m² și sunt considerate insule, restul de 81.192 neputând fi incluse în această categorie                                                                           | Insulele norvegiene sunt situate în Oceanul Arctic și Oceanul Atlantic. Dintre insulele din zona europeană, cele mai mari sunt Hinnøya (2.204,7 km²), Senja (1.586,3 km²), Langøya (850,2 km²), Sørøya (811,4 km²) și Kvaløya (737 km²). Importante sunt și insulele subantarctice Bouvet (58 km², cea mai izolată insulă din lume) și Petru I (156 km²). Dintre insulele din Atlantic, cele mai mari sunt Spitsbergen (39.044 km²), Nordaustlandet (14.443 km²), Edgeøya (5.073 km²), Barentsøya (1.288 km²) și Kvitøya (682 km²), toate din arhipelagul Svalbard. Insula Jan Mayen, din Marea Groenlandei, adăpostește cel mai nordic vulcan activ de pe glob, Beerenberg (2.277 m) | [ 76 ] [ 77 ]                             |
| Noua Zeelandă                    | 600             | 22                        | Numărul insulelor este aproximativ, toate fiind situate la o distanță de până la 50 km față de cele două insule principale, excluzând statele asociate (Insulele Cook și Niue) și insulele antarctice. 22 dintre insule sunt locuite | Cele mai mari două insule, unde trăiește cea mai mare parte a populației, sunt Te Waipounamu (Insula de Sud, 150.437 km²) și Te Ika-a-Māui (Insula de Nord, 113.729 km²). La sud de Insula de Sud, Rakiura (Stewart, 1.683 km²) este cea mai mare dintre insulele mai mici, iar insula Waiheke (92 km²) din regiunea urbană Auckland este cea mai populată (9.140 locuitori) dintre insulele mai mici | [ 78 ]                                    |
| Pakistan                         | 12              | 7                         | Insulele sunt situate pe coastele provinciilor Belucistan și Sindh | Cea mai mare insulă este Astola (6,7 km²), din Marea Arabiei. Pe coasta Sindh, există trei mici arhipelaguri: Kiamari, Indus Delta și Oyster Rocks. Insula Malan, formată de un vulcan noroios, apare și dispare periodic, în funcție de intensitatea erupțiilor | [ 79 ] [ 80 ]                             |
| Palau                            | 340             | 12                        | Statul insular este situat în extremitatea vestică a Insulelor Caroline, arhipelag format din peste 500 de insule coralifere | Cele mai mari insule sunt Babeldaob (368 km²), Peleliu, Oreor și Angaur, cele din urmă având o suprafață de sub 10 km². Eil Malk este cea mai mare dintre Insulele Rock, un grup de 250-300 de insulițe coralifere și calcaroase | [ 81 ]                                    |
| Peru                             | 233             | 8                         | Suprafața totală a insulelor din Oceanul Pacific este de 94,36 km², iar a celor din apele interioare de 39,04 km² | 25 de insule au o suprafață de peste 1 km². Cele mai mari insule sunt San Lorenzo (16,48 km²), Lobos de Tierra (16 km²) și La Vieja (11 km²) din Oceanul Pacific și Amantaní (9,28 km²) de pe lacul Titicaca | [ 82 ] [ 83 ]                             |
| Polonia                          | 203             |                           | Insulele Uznam (împărțită cu Germania) și Wolin sunt situate în Marea Baltică, celelalte sunt situate în lagune, lacuri și râuri | Printre insulele din Marea Baltică se numără insulele Gdańsk: Portowa (262 km²), Sobieszewska (35,79 km²), Ostrów (2,22 km²), Spichrzów (0,24 km²) și Ołowianka (0,05 km²). Printre insulele situate pe apele interioare, în Laguna Szczecin se găsesc Karsibór (14 km²), Chrząszczewska (10 km²), Warnie Kępy și Wielki Krzek, pe fluviul Oder se găsesc 6 insule, printre care Tamka (0,004 km²), Słodowa și Piasek. Wyspa Estyjska (1,8-2 km²) este numele provizoriu al unei insule artificiale aflată în construcție în laguna Vistula | [ 84 ] [ 85 ]                             |
| Portugalia                       | 102             | 23                        | În Oceanul Atlantic sunt 16 insule, dintre care 11 sunt locuite, în insulele Azore și în arhipelagul Madeira | Printre insulele din zona europeană se numără Culatra, Armona, Tavira, Deserta din regiunea Algarve, Pessegueiro din regiunea Alentejo, Almourol, Baleal, Bugio și arhipelagul Berlengas din regiunea Centro, Amores și Insua din regiunea Norte. Insulele Azore includ 9 insule, cea mai mare fiind São Miguel (744,55 km²), iar arhipelagul Madeira include două insule principale, Madeira (801 km²) și Porto Santo (42,17 km²) și două grupuri de insule, Desertas și Selvagens | [ 86 ] [ 87 ] [ 88 ]                      |
| Regatul Unit                     | 6.346           | 129                       | Include toate insulele marcate pe hărțile Ordnance Survey. Anglia, Scoția și Țara Galilor: 6.289, Irlanda de Nord: 57. Nu sunt incluse Insula Man, Guernsey, Jersey și Teritoriile britanice de peste mări Insule locuite Anglia: 24; Scoția: 93 Wales: 9; Irlanda de Nord: 2; Anglia: 1.                                                                                           | Cea mai mare insulă britanică este Marea Britanie, a noua din lume ca mărime. Anglia deține 121 de insule maritime, cea mai mare fiind Insula Wight (380,15 km²) și peste 100 pe apele interioare. Irlanda de Nord deține 7 insule maritime. Scoția deține aproximativ 900 de insule maritime și peste 200 pe apele interioare. Țara Galilor deține 62 de insule maritime, cea mai mare fiind Anglesey (260,37 km²). Teritoriile britanice de peste mări includ Anguilla, Bermuda (181 de insule), Teritoriul Britanic din Oceanul Indian (peste 1.000 de insule și insulițe), Insulele Virgine Britanice (4 insule majore și alte peste 50), Insulele Cayman (3 insule), Insulele Falkland (79 de insule cu o suprafață de peste 1 km²), Montserrat (peste 30 de insule din arhipelagul Leeward), Insulele Pitcairn (4 insule), Sfânta Elena, Ascension și Tristan da Cunha (3 insule principale și alte câteva mai mici), Georgia de Sud și Insulele Sandwich de Sud (12 insule), Turks și Caicos (2 insule principale și alte câteva mai mici) | [ 91 ] [ 92 ] [ 93 ]                      |
| România                          | 60+             |                           | Dintre insulele românești, 2 insule se găsesc în Marea Neagră, celelalte se găsesc pe apele interioare, în special pe Dunăre și în Delta Dunării, unde se găsesc numeroase ostroave și grinduri în continuă transformare, rezultate ca urmare a depunerilor aluvionare | Insulele din Marea Neagră sunt Sacalin (214,1 km²) și K (Musura, 0,56 km²). Printre insulele dunărene se numără Balta Ialomiței (831,3 km²), Insula Mare a Brăilei (710 km²), Insula Mică a Brăilei (95,59 km²), Ostrovu Mare (Mehedinți, 22 km²), Ostrovu Mare (Teleorman, 1,4 km²), Șimian (0,555 km²). Printre insulele de lac se numără Ada (0,303 km²) și Ostrov (0,03 km²) de pe limanul Tașaul, Popina (0,98 km²) și Bisericuța (0,015 km²) de pe lacul Razelm, Prundu cu păsări (0,014 km²) și Ceaplace (0,006 km²) de pe lacul Sinoe și Ovidiu (0,026 km²) de pe lacul Siutghiol. În Clisura Dunării au existat trei insule, Ada Kaleh și Insulele Poreci, scufundate după construirea hidrocentralei Porțile de Fier I. Insula Șerpilor din Marea Neagră, Ostrovul Limba și Insula Maican, ambele de pe brațul Chilia, au fost anexate de URSS în 1948, contrar prevederilor Tratatului de pace de la Paris din 1947, făcând în prezent parte din teritoriul Ucrainei | [ 94 ] [ 95 ] [ 96 ]                      |
| Rusia                            | 3.614           | 140                       | Insulele se găsesc în Oceanul Arctic, Oceanul Pacific, Marea Baltică și Marea Neagră | Cele mai mari insule sunt Sahalin (în rusă Сахалин, 72.492 km²), Severnîi (în rusă Се́верный, 48.904 km²) și Iujnîi (în rusă Южный, 33.275 km²) din arhipelagul Novaia Zemlea (în rusă Но́вая Земля́), Kotelnîi (în rusă Котельный, 23.165 km²), Okteabrskoi Revoliuții (în rusă Октябрьской Революции, 14.170 km²), Bolșevík (în rusă Большеви́к, 11.270 km²). Insula Bolșói Ussuríiski (în rusă Большо́й Уссури́йский) sau Heixiazi (în chineză: 黑瞎子島) a constituit o dispută teritorială cu China, rezolvată prin împărțirea acesteia între cele două țări. Cele patru insule principale din Insulele Kurile, Iturup, Kunașir, Șikotan și Habomai, sunt revendicate de Japonia | [ 97 ] [ 98 ] [ 99 ]                      |
| Samoa                            | 12              | 4                         | Insulele sunt situate în Pacificul de Sud | Cele mai mari insule sunt Savaiʻi (1.694 km²), Upolu (1.125 km²), Manono (3 km²) și Apolima (1 km²), singurele populate | [ 100 ]                                   |
| Scoția                           | 900             | 118                       | Insulele sunt situate în Oceanul Atlantic | Cele mai mari insule sunt Lewis and Harris (2.179 km², a treia dintre Insulele Britanice după Marea Britanie și Irlanda), Skye (1.656,25 km²) din arhipelagul Shetland, Mull (875,35 km²), Islay (619,56 km²) și Mainland (523,25 km²) din arhipelagul Orkney. Dintre cele peste 200 de insule de pe apele interioare, 15 au o suprafață de peste 3,5 km², 6 dintre acestea fiind locuite | [ 101 ] [ 102 ]                           |
| Senegal                          | 35              | 9                         | Insulele sunt situate în Oceanul Atlantic | Insulele importante sunt Gouk (15,89 km²), Poutake (13,1 km²), Pointe De Sangomar (7,05 km²), Aux Oiseaux (2,11 km²), Aux Boeufs (1,92 km²), Gorée (0,28 km²) și Îles des Madeleines (0,45 km²). Printre insulele de pe apele interioare se numără Morfil (1.250 km²), Diogue (320 km²), Mar Lodj (150 km²), Carabane (57 km²), Fadiouth (50,35 km²) | [ 103 ] [ 104 ]                           |
| Serbia                           | 35              | 1–3                       | Serbia este o țară fără ieșire la mare, toate insulele se găsesc pe apele interioare. O parte dintre insule au fost transformate în peninsule, devenind suport pentru dezvoltarea zonelor urbane | Printre insulele dunărene se numără Krčedin (8 km²), Forkontumac (3,92 km²), Marea Insulă a Războiului (2,11 km²), Čakljanac (1,59 km²), Kožara (1 km²), Mica Insulă a Războiului (0,02 km²), Paradajz (0,02 km²), dar și Vukovar și Šarengrad, insule disputate cu Croația. Alte insule sunt Ciganlija (8 km²) și Međica (0,13 km²) pe râul Sava și Biserno (9,8 km²) pe râul Tisa | [ 105 ] [ 106 ] [ 107 ] [ 108 ] [ 109 ]   |
| Singapore                        | 64              | 32                        | Lucrările masive de recuperare a terenurilor au dus la fuzionarea multora dintre fostele insule și insulițe. 7 dintre insule aparțin Forțelor Armate din Singapore | Cea mai mare insulă este Singapore (730 km²). Alte 7 insule au o suprafață de peste 1 km². Dintre insulele Forțelor Armate, cea mai mare este Tekong 24,43 km². 9 insule sunt artificiale, cea mai mare fiind Jurong 32 km² | [ 110 ]                                   |
| Spania                           | 179             | 21                        | Insulele sunt situate în Marea Mediterană și Oceanul Atlantic | Cea mai mare insulă este Mallorca (3.620,42 km²). În Marea Mediterană se găsesc numeroase insule, printre care Alborán și Chafarinas. Comunități autonome se găsesc în Insulele Baleare (Mallorca, Menorca, Ibiza și Formentera), situate de asemenea în Marea Mediterană și în Insulele Canare din Oceanul Atlantic. Insula Perejil, situată la 200 de metri de coasta africană a fost revendicată de Maroc, ceea ce a dus la un conflict în 2002 | [ 111 ] [ 112 ]                           |
| Sri Lanka                        | 89              | 3                         | Statul insular este situat în Oceanul Indian. Majoritatea insulelor se găsesc în nordul și estul insulei principale | Cea mai mare insulă este Sri Lanka (65.268 km²). Printre insulele situate la nord se numără Mannar (126 km²), Katys (65,3 km²), Pungudutivu (24,45 km²), Karaitivu (22,3 km²), Mandaitivu (10,7 km²), Nainativu (5,32 km²), Pungudutivu (1,1 km²) și Neduntivu (0,1 km²). Erumaitheevu (4,5 km²) este cea mai mare insulă situată la est. Există și 4 insule pe apele interioare, Ma Duwa (0,54 km²) și Meda Duwa (0,54 km²) pe lacul Madu Ganga și Kothduwa (0,07 km²) și Ruskin (0,34 km²) pe lacul Bolgoda | [ 113 ] [ 114 ] [ 115 ]                   |
| Statele Unite                    | 18.617          | 10.000                    | Pe lângă insulele din zona continentală, Statele Unite dețin zone insulare, 3 situate în Marea Caraibelor și 11 în Oceanul Pacific | Cele mai mari insule sunt Hawaii (10.433 km²), Kodiak (9.293 km², Alaska), Puerto Rico (9.100 km²), Prince of Wales (6.675 km², Alaska), Chicagof (5.388 km², Alaska) și St.Lawrence (5.135 km², Alaska). Zonele insulare ale SUA includ Puerto Rico, Samoa Americană, Guam, Insulele Mariane de Nord și Insulele Virgine Americane, toate locuite, dar și insulele Baker, Howland, Jarvis, Navassa, Wake, atolii Palmyra, Johnston, Midway și reciful Kingman. Există și numeroase insule pe apele interioare sau în zonele metropolitane, precum Long Island (3.630 km², cea mai mare din zona continentală), Manhattan și Staten Island din New York sau cele situate pe Marile Lacuri, printre care insula Drummond (324 km²), a șaptea cea mai mare insulă de lac din lume și insula Just Room Enough (310 m²), cea mai mică insulă locuită din lume. Insula Sauvie (84,8 km²) de pe fluviul Columbia este cea mai mare insulă fluvială din zona continentală a SUA. Padre Island (Texas) din Golful Mexic este cel mai lung (182 km) banc de nisip din lume. Insule revendicate de Statele Unite sunt Serranilla Bank și Bajo Nuevo Bank din Marea Caraibelor, disputate cu Columbia și Machias Seal din Golful Maine, disputată cu Canada. | [ 116 ] [ 117 ] [ 118 ] [ 119 ] [ 120 ]   |
| Suedia                           | 267.570         | 984                       | Peste 8.000 de insule erau locuite de mai mult de 1,6 milioane de persoane (17% din populație) în 2013. Există insule dens populate în orașele mai mari ale Suediei. De exemplu, Stockholm include 14 insule | Suedia este țara cu cele mai multe insule, cele mai mari fiind Gotland (2.994 km²), Öland (1.342 km²), Orust (346 km²), Hisingen (199 km²) și Värmdö (181 km²), singurele cu o suprafață de peste 150 km². Printre insulele de pe apele interioare se numără Adelsö (26,08 km²), Björkö (4,2 km²) și Helgö (0,65 km²) de pe lacul Mälaren și Visingsö (25,04 km²) de pe lacul Vättern | [ 121 ] [ 122 ]                           |
| Thailanda                        | 1.430           | 47                        | Insulele sunt situate în Golful Thailandei și în Marea Andaman. | Cea mai mare insulă este Phuket (543 km²). Unele dintre grupurile de insule includ numeroase insule individuale: Phang Nga - 67, Mu Ko Chang - 52, Tarutao - 51 și Mu Ko Ang Thong - 42. Printre insulele de pe apele interioare se numără Lamphu de pe râul Tapi, Lamphu Rai de pe râul Trat și Kret de pe râul Chao Phraya | [ 123 ] [ 124 ]                           |
| Tonga                            | 171             | 45                        | Suprafața totală a statului insular este de aproximativ 750 km², insulele fiind răspândite pe 700.000 km² din sudul Oceanului Pacific | Cele mai multe insule sunt ordonate în grupuri: Haʻapai (51 de insule, 109,3 km²), Niua (3 insule, 71,69 km²), Tongatapu (260,48 km², zona cea mai populată din țară, adăpostește 70.5% din populație) și Vavaʻu (55 de insule, 138 km²) | [ 125 ] [ 126 ] [ 127 ]                   |
| Tuvalu                           | 124             | 9                         | Statul insular este situat în Oceanul Pacific, fiind extrem de vulnerabil. Punctul de altitudine maximă a țării se găsește pe insula Niulakita, doar 4,6 m | Tuvalu este format din șase atoli - Vaitupu, Nanumea, Nukufetau, Nui, Funafuti și Nukulaelae și trei insule coralifere - Nanumaga, Niulakita și Niutao, acoperind o suprafață totală de 26 km². Cea mai mare insulă este Nanumaga (3 km²). Pe lacul Vaiatoa din nordul insulei se găsesc 4 insulițe | [ 128 ] [ 129 ] [ 130 ]                   |
| Țările de Jos                    | 36              | 21                        | Insulele neerlandeze (Waddeneilanden) sunt situate în Marea Wadden. Există și 21 de insule pe apele interioare, câteva fiind artificiale | Cele mai mari dintre insulele situate în Marea Wadden sunt Texel (162 km²), Vlieland (39,15 km²), Terschelling (85,26 km²), Ameland (59,11 km²) și Schiermonnikoog (40,5 km²). Dintre insulele situate pe apele interioare, opt sunt situate în Olanda de Sud, două în Zeelanda, și zece pe lacurile IJsselmeer (cel mai mare din Țările de Jos) și Markermeer și în Golful Zuiderzee. Flevopolder (970 km²), polderul din Flevoland, este cea mai mare insulă artificială din lume | [ 131 ]                                   |
| Regatul Țărilor de Jos           | 63              | 28                        | Pe lângă insulele din zona europeană, Regatul Țărilor de Jos include 29 de insule situate în Marea Caraibelor | Cele mai importante insule din Marea Caraibelor, fostele Antile Neerlandeze, sunt Aruba, Bonaire, Curaçao, Sint Eustatius, Sint Maarten, Saba, toate locuite. | [ 131 ]                                   |
| Venezuela                        | 650             | 350                       | Insulele se găsesc în Marea Caraibelor | Cele mai multe dintre insulele venezuelene sunt grupate în câteva arhipelaguri: Las Aves, Los Monjes, Los Roques, Caracas, Los Frailes, Los Hermanos și Los Testigos. Cea mai mare insulă este Margarita (1.020 km²). Cea mai mare insulă din apele interioare este Ankoko, situată la confluența râurilor Cuyuní și Wenamu, revendicată de Guyana. | [ 132 ] [ 133 ]                           |

## Superlative
- Cea mai mare insulă din lume este Groenlanda (2.166.086 km²)
- Cea mai mare insulă situată pe un lac este Manitoulin (2.766 km²) de pe lacul Huron, Ontario, Canada
- Cea mai mare insulă vulcanică este Islanda (103.125 km²)
- Cea mai mare insulă fluvială din lume este Bananal (19.162,25 km²), situată între două brațe ale fluviului Araguaia în statul Tocantins, Brazilia
- Cea mai mare insulă din lume formată prin procese fluviale este Ilha de Marajó (40.100 km²) din Pará, Brazilia, în mare parte înconjurată de brațe ale fluviilor Amazon și Pará, dar care se extinde și în Oceanul Atlantic
- Cea mai mare insulă de nisip din lume este K'gari (1.655 km²), în largul coastei Queensland, Australia
- Cea mai mică țară insulară independentă este Nauru din Oceanul Pacific, care are 21,3 km²
- Cea mai mare insulă de pe o altă insulă este Pulau Samosir (630 km²) de pe lacul Toba din Sumatra, Indonezia. Insula Samosir este locuită
- Cea mai mare insulă de pe o insulă situată pe o insulă este o insuliță de 1,6 ha situată pe un lac de pe o insulă a unui lac din insula Victoria, Nunavut, Canada
- Cea mai mare insulă artificială, formată prin îndiguirea unui râu și inundarea unui crater de meteorit vechi de 210 milioane de ani, este Île René-Levasseur (2.020 km²) de pe Lacul de acumulare Manicouagan, Quebec, Canada
- Atolul cu cea mai mare suprafață de teren este Kiritimati (312,38 km²) din estul Kiribati
- Cel mai mare atol măsurat după suprafața de apă închisă este Kwajalein, format din 97 insule și insulițe, din Insulele Marshall, care înconjoară o lagună de 2.850 km²
- Insulele situate la cea mai mare altitudine sunt cele patru care se găsesc pe lacul Orba Co din Tibet, situat la o altitudine de 5.209 m
- Insula situată la cea mai mică altitudine este Franchetti de pe lacul Afrera din nordul Etiopiei, situat la o altitudine de 103 m sub nivelul mării
- Țara insulară situată la cea mai mică altitudine este Maldive. Cea mai înaltă insulă a sa, Wilingili din atolul Seenu, se ridică la doar 2,4 m deasupra nivelului mării
- Cele mai multe insule (14.632) pe același lac se găsesc pe Lake of the Woods, un lac situat la granița dintre Statele Unite și Canada
- Cea mai populată țară insulară este Indonezia (270.203.917 locuitori în 2020)
- Cea mai populată insulă este Java, din Indonezia (1.164 loc/km² în 2024)
- Cea mai populată insulă de lac este Ukerewe, în sud-estul lacului Victoria, Tanzania (283,02 loc/km² în 2012)